# Hits+
Hits+ es un álbum de grandes éxitos de la cantante australiana Kylie Minogue. Se compone de grabaciones del período de Minogue Decostruction, incluyendo canciones de los álbumes Kylie Minogue (1994) e Impossible Princess (1997). El álbum no solo para golpear el Reino Unido Top 40 albums chart (# 41).

## Lista de canciones
(KM de Kylie Minogue - IP de Impossible Princess)
1. «Confide In Me» - KM
2. «Put Yourself In My Place» - KM
3. «Where is The Feeling?» - KM
4. «Some kind of bliss» - IP
5. «Did It Again» - IP
6. «Breathe» - IP
7. «Where the Wild Roses Grow (Featuring Nick Cave)»
8. «If You Don't Love Me»
9. «Tears»
10. «Gotta Move On» (Lanzada anteriormente como una demo en 1993)
11. «Difficult by Design» (Lanzada anteriormente como una demo en 1993)
12. «Stay This Way» (Lanzada anteriormente como una demo en 1996)
13. «This Girl (»Lanzada anteriormente como una demo en 1996)
14. «Automatic Love» (Acoustic) - KM (Versión no lanzada en el álbum o sencillo)
15. «Where Has the Love Gone?» (Roach Motel Remix) - KM
16. «Take Me with You»

## Curiosidades
- El lanzamiento internacional de Hits+ contiene solo 15 canciones, que no contienen "This Girl" y solo 14 canciones en EE. UU. y China, donde "Where the Wild Roses Grow" también fue omitida.
- "If You Don't Love Me" fue grabada originalm[[]]ente por el grupo británico Prefab Sprout en 1992 para su álbum A Life of Surprises.
- La lista de canciones original y obras de arte eran "repasada" a favor de Kylie después de que ella hizo un alboroto acerca de esta noticia.

- Datos: Q499880